# John Maxwell, 3. Lord Maxwell
John Maxwell, 3. Lord Maxwell (* 1454; † 9. September 1513 bei Branxton, Northumberland), war ein schottischer Adeliger.

## Leben
Sein Vater war John Maxwell, Master of Maxwell († 1484); seine Mutter war Janet Crichton, eine Tochter von George Crichton, 1. Earl of Caithness.
Da sein Vater vor seinem Großvater Robert Maxwell, 2. Lord Maxwell starb, erbte John beim Tod des letzteren um 1485 dessen Ländereien sowie den Titel Lord Maxwell. 1486 wurde er zum „Warden of the West Marches“ ernannt.
Am 11. Juni 1488 kämpfte er in der Schlacht von Sauchieburn auf Seiten König Jakobs III. gegen dessen rebellierenden Sohn, den Kronprinzen James, Duke of Rothesay. Jakob III. wurde in der Schlacht getötet und sein siegreicher Sohn als Jakob IV. gekrönt. Maxwell nahm im selben Jahr am ersten Parlament von König Jakobs IV. teil.
Am 30. Juli 1508 kam es zu einer größeren Auseinandersetzung, in deren Verlauf Maxwell und seine Getreuen den Lord of Sanquhar aus Dumfries vertrieben, aber die Lairds von Dalzell, von Creichlaw und einige andere erschlugen. Für diese Tat wurde er vom König zu einer Gefängnisstrafe verurteilt, zusätzlich musste er eine hohe Geldsumme als Strafe für die ihm untergebenen Beteiligten zahlen. Freigelassen wurde er zwischen 1510 und 1512. 1513 beteiligte er sich im Heer des Königs am Feldzug nach England und wurde ebenso wie dieser bei der Niederlage in der Schlacht von Flodden Field getötet.

## Ehe und Nachkommen
Zwischen dem 15. Februar 1491 und dem 20. Februar 1492 hatte er Agnes Stewart († nach 1530) geheiratet, eine Tochter des Sir Alexander Stewart, 3. Laird of Garlies. Aus der Ehe hatte er vier Söhne und vier Töchter:
- Robert Maxwell, 4. Lord Maxwell (1493–1546)
- Herbert Maxwell of Clowden
- John Maxwell († nach 1524), Abt von Dundrennan
- Edward Maxwell († nach 1540)
- Mary Maxwell, ⚭ James Johnstone of Johnstone († 1524)
- Agnes Maxwell, ⚭ Robert Charteris of Amisfield
- N.N. Maxwell, ⚭ Sir Alexander Jardine of Applegirth
- Katherine Maxwell, ⚭ Ninian Glendoning of Parton